# 2004 à la télévision
| Années de la télévision : 2001 - 2002 - 2003 - 2004 - 2005 - 2006 - 2007    |
| Décennies de la télévision : 1970 - 1980 - 1990 - 2000 - 2010 - 2020 - 2030 |

Cet article présente les faits marquants de l'année 2004 à la télévision.

## Évènements
- Janvier : Gérard Louvin et TF1 arrêtent leur collaboration au sein de Glem productions après Belles belles belles et Les Demoiselles de Rochefort[1]. Fondée par Louvin, la société est détenue à 100 % par TF1 dès 2004[2],[3].
- 18 juin : Arrêt de l'émission C'est mon choix sur France 3.
- 23 juillet : Arrêt de l'émission Le Bigdil sur TF1.
- 1er novembre : Les 40 ans de la 2 sur France 2.

## Émissions
- 12 janvier : À prendre ou à laisser (TF1)
- 30 août : Le Grand Journal (Canal+)
- 30 août : Le Petit Journal (Canal+)
- 30 août : Nous ne sommes pas des anges (Canal+)
- 30 août : France Truc (France 3)
- 6 septembre : J'y vais... j'y vais pas ? (France 3)
- 6 septembre : La Matinale (Canal+)
- Eurasia : À la conquête de l'Orient par Patrick Cabouat (France 5)

## Séries télévisées
- 28 janvier : Première diffusion du dessin animé italien Winx Club sur la Rai 2.
- 11 février : Première diffusion du dessin animé italien Winx Club en France sur France 3.
- 3 mars : Diffusion de la série télévisée NCIS : Enquêtes spéciales sur M6.
- 1er juin : Début de la troisième saison de Scrubs en France, sur TPS Star.
- 30 août : Diffusion du 1er épisode de Plus belle la vie sur France 3.
- 31 août : Début de la quatrième saison de Scrubs aux États-Unis
- 31 décembre : Fin de Caméra Café sur M6.

## Feuilletons télévisés
- Lost : Les Disparus diffusé pour la première fois aux États-Unis le 22 septembre.
- Dr House diffusé pour la première fois aux États-Unis le 16 novembre.
- Boston Justice diffusé pour la première fois aux États-Unis le 3 octobre.
- Desperate Housewives diffusé pour la première fois aux États-Unis, le 3 octobre sur ABC.
- Pimp My Ride diffusé pour la première fois aux États-Unis le 4 mars.

## Principaux décès
- 5 juin : Ronald Reagan, acteur et président des États-Unis (° 6 février 1911).
- 28 juin :
  - Marcel Jullian : homme de télévision français (° 31 janvier 1922).
  - Georges de Caunes : homme de télévision français (° 26 avril 1919).

- 18 juillet : André Castelot, écrivain, journaliste, biographe et scénariste français (° 23 janvier 1911).

- 7 novembre :
  - Serge Adda, Président de TV5 Monde (° 19 septembre 1948).
  - Howard Keel, acteur et chanteur américain (° 13 avril 1919).
- 30 novembre : Pierre Berton, écrivain, journaliste et animateur de télévision canadien (° 12 juillet 1920).